# Oxie
Oxie – miejscowość (tätort) w południowej Szwecji, w regionie administracyjnym (län) Skania. Miejscowość wchodzi w skład stadsområde Söder w ramach gminy Malmö.
W Oxie dominuje zabudowa jednorodzinna. Najstarszą budowlą jest średniowieczny kamienny kościół (Oxie kyrka) z XII wieku. Charakterystycznym obiektem jest także wieża ciśnień (Oxietornet) oraz budynki amatorskiego obserwatorium astronomicznego (Tycho Brahe-observatoriet).
W 2010 Oxie liczyło 11 493 mieszkańców.

## Geografia
Oxie położone jest w południowo-zachodniej części prowincji historycznej (landskap) Skania, ok. 10 km na południowy wschód od centrum Malmö, stanowiąc jedno z przedmieść tego miasta.

## Historia

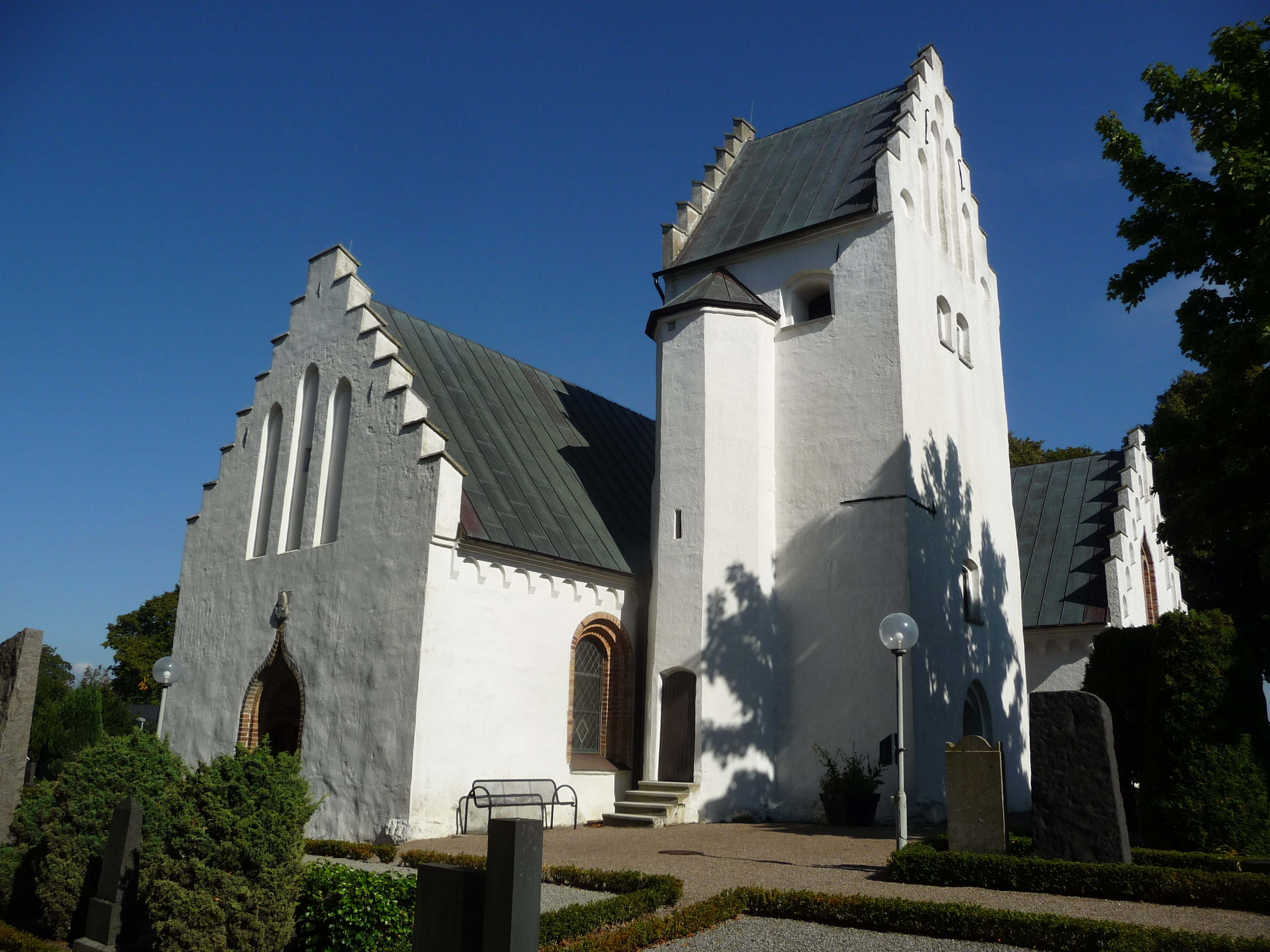
Kościół w Oxie

Okolice Oxie są bogate w znaleziska archeologiczne. Najstarsze ślady osadnictwa w miejscu dzisiejszego Oxie pochodzą z okresu neolitu. Na północny zachód od miejscowości znajdują się dwa kurhany (Kungshögarna i Oxie), datowane na epokę brązu.
Pierwsza wzmianka o Oxie pochodzi z XII wieku Na ten wiek datowane jest także rozpoczęcie budowy kamiennego kościoła (Oxie kyrka). Nazwa miejscowości jako własności królewskiej (kungalev) została wymieniona w spisanej w latach 30. XIII wieku księdze katastralnej króla duńskiego Waldemara II Zwycięskiego (duń. Kong Valdemars Jordebog). Oxie stanowiło od wczesnego średniowiecza punkt centralny dla okręgu terytorialnego (härad; Oxie härad) oraz miejsce zebrań tingu.
Na początku XVIII wieku wieś Oxie liczyła 17 gospodarstw chłopskich, skupionych na stosunkowo niewielkim obszarze. Kościół Oxie stanowił wówczas punkt centralny wsi.

### Przynależność administracyjna
W latach 1863–1966 Oxie należało administracyjnie do gminy wiejskiej Oxie (Oxie landskommun). W 1967 została ona włączona w granice miasta Malmö (Malmö stad), przekształconego w 1971 r. w gminę Malmö (Malmö kommun). Do 30 czerwca 2013 r. tätort Oxie wchodził w skład większej dzielnicy o nazwie Oxie, jednej z dziesięciu dzielnic administracyjnych (stadsdel) gminy Malmö. 1 lipca 2013 podział ten został zastąpiony nowym podziałem na pięć jednostek administracyjnych (stadsområde). Oxie stanowi część stadsområde Söder.

## Komunikacja i transport

### Drogi
Miejscowość położona jest pomiędzy przebiegającą na północny wschód od niej trasą europejską E65, a drogą lokalną nr 101 (Länsväg 101; Malmö – Anderslöv – Ystad).

### Koleje
Oxie jest jedną ze stacji przy linii kolejowej łączącej Malmö z Ystad i Simrishamn. Przewozy pasażerskie są obsługiwane przez lokalnego przewoźnika kolejowego Pågåtågen (w ramach Skånetrafiken).

## Galeria

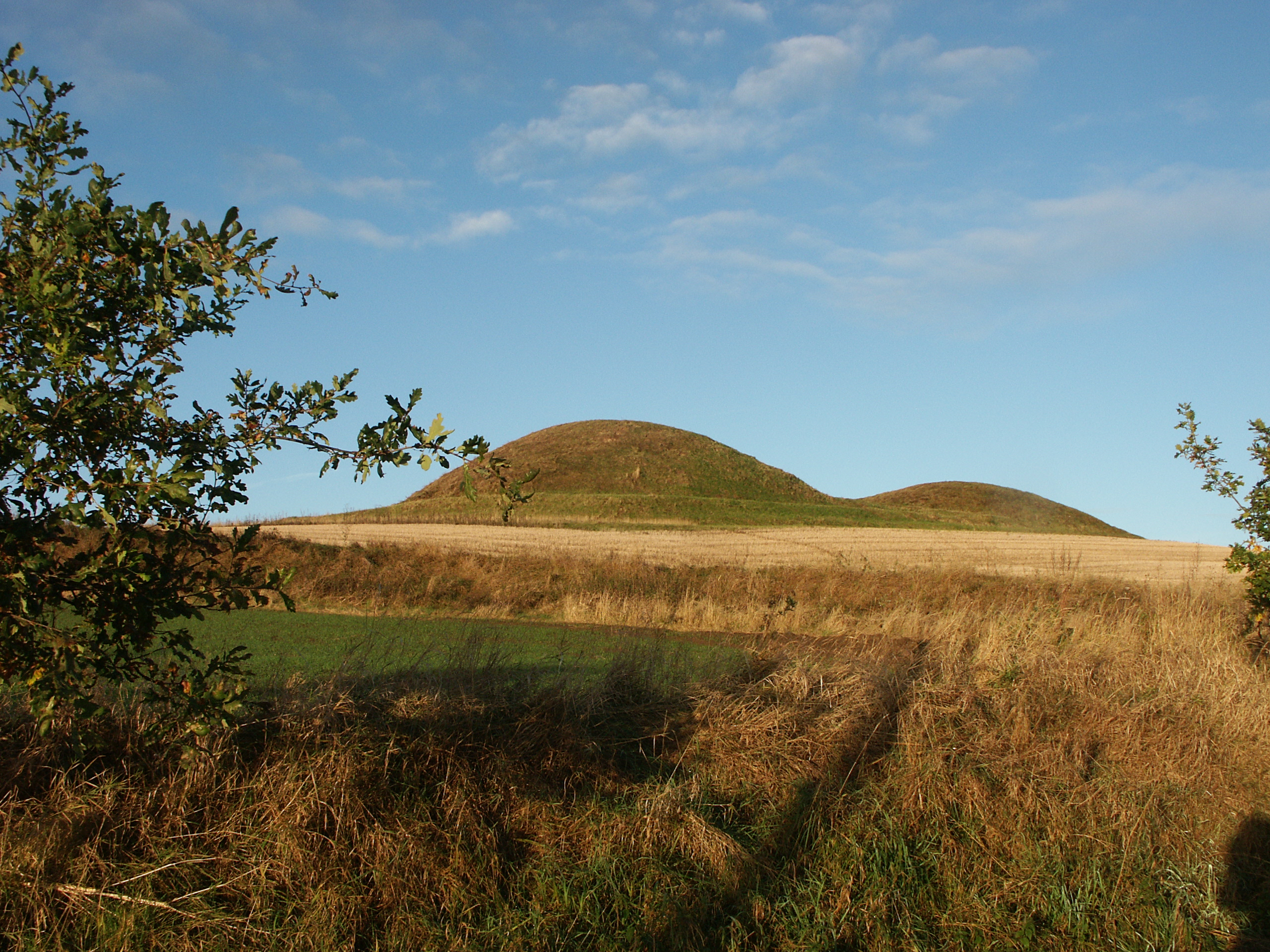
Kurhany w Oxie (Kungshögarna i Oxie)
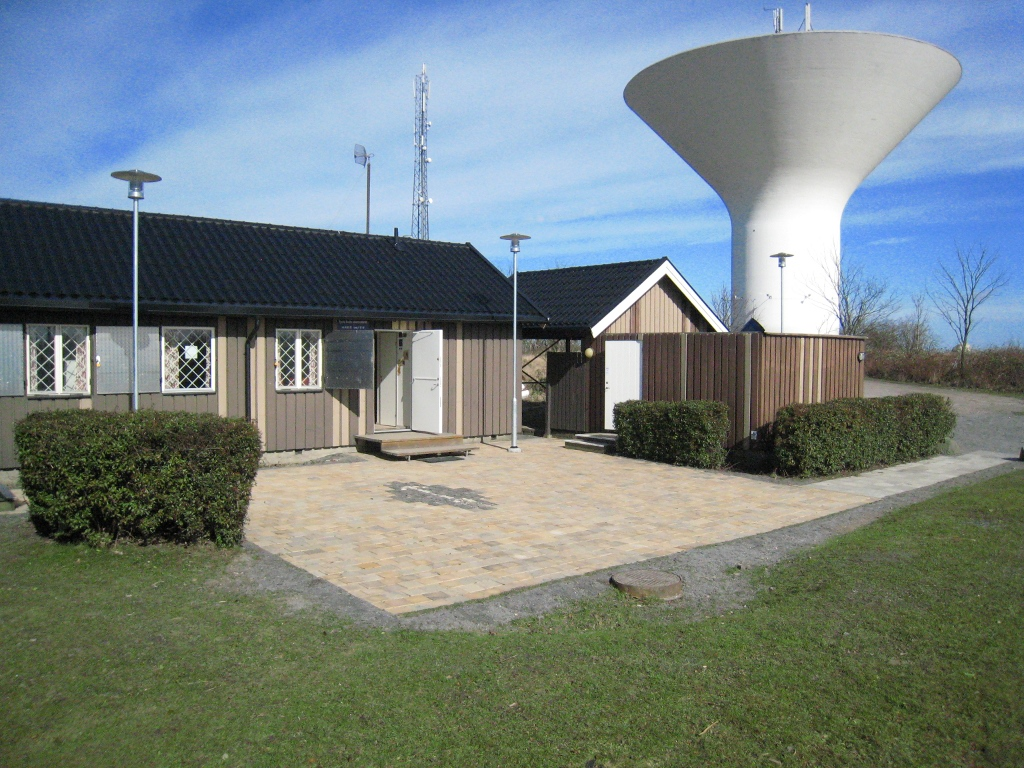
Obserwatorium astronomiczne oraz wieża ciśnień

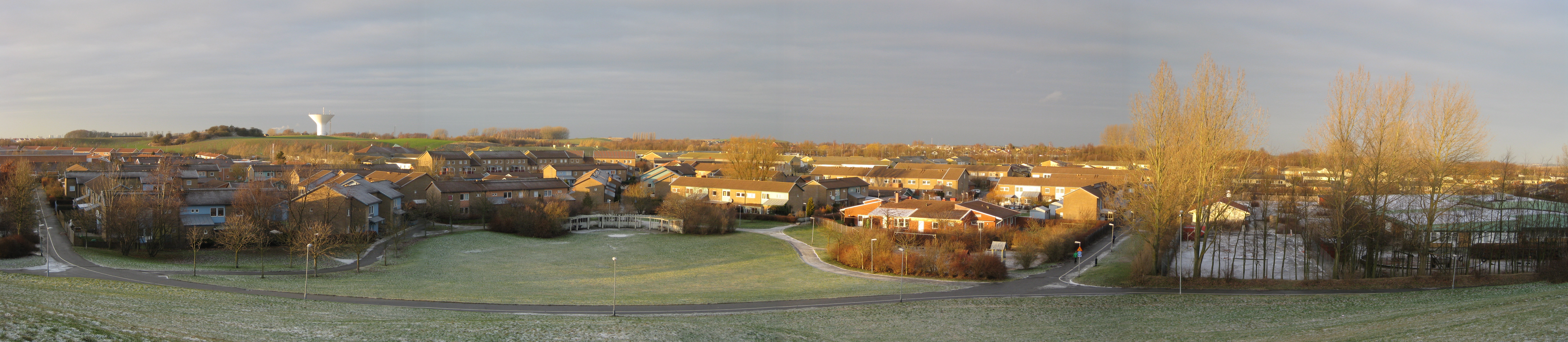
Panorama Oxie

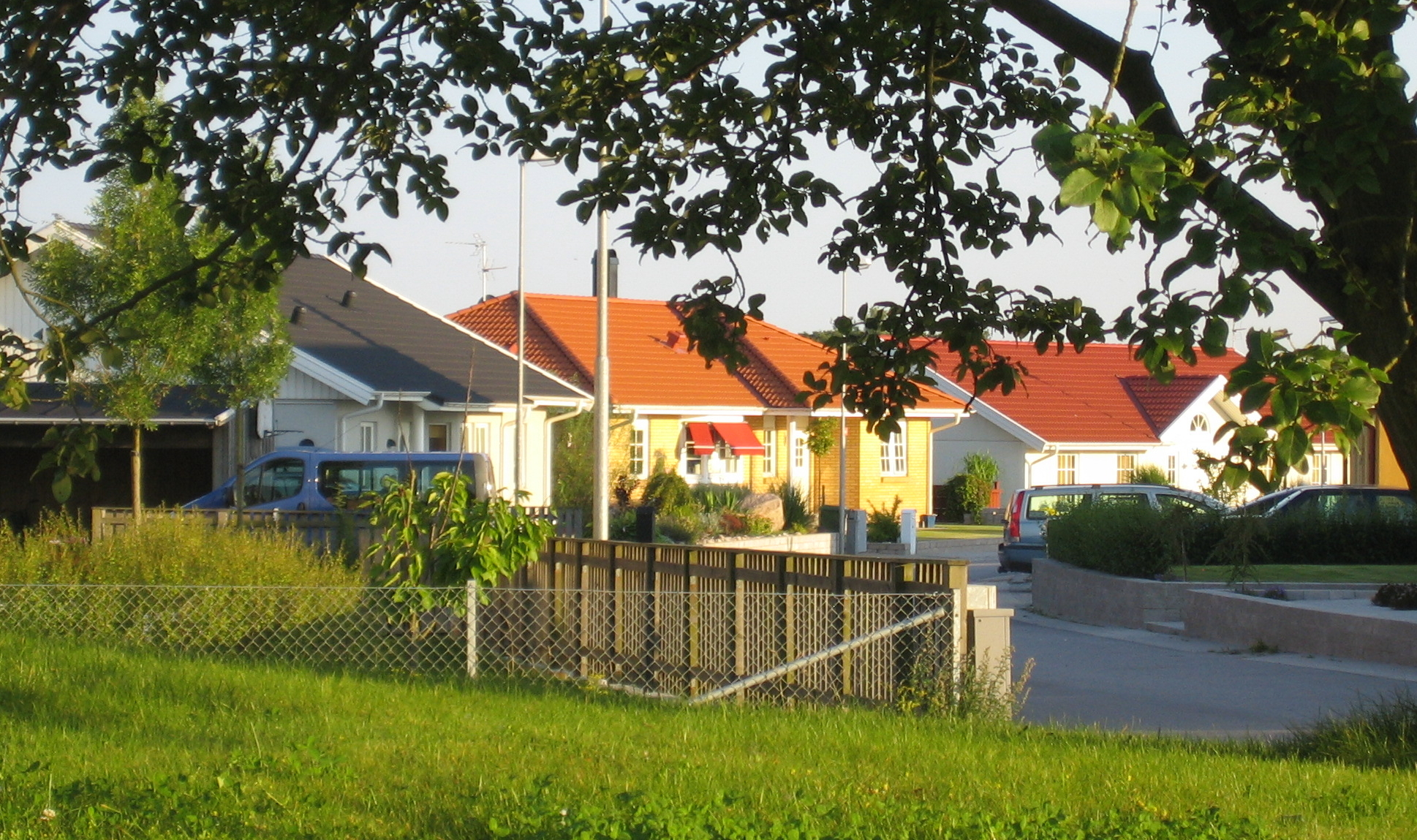
Fragment zabudowy Oxie
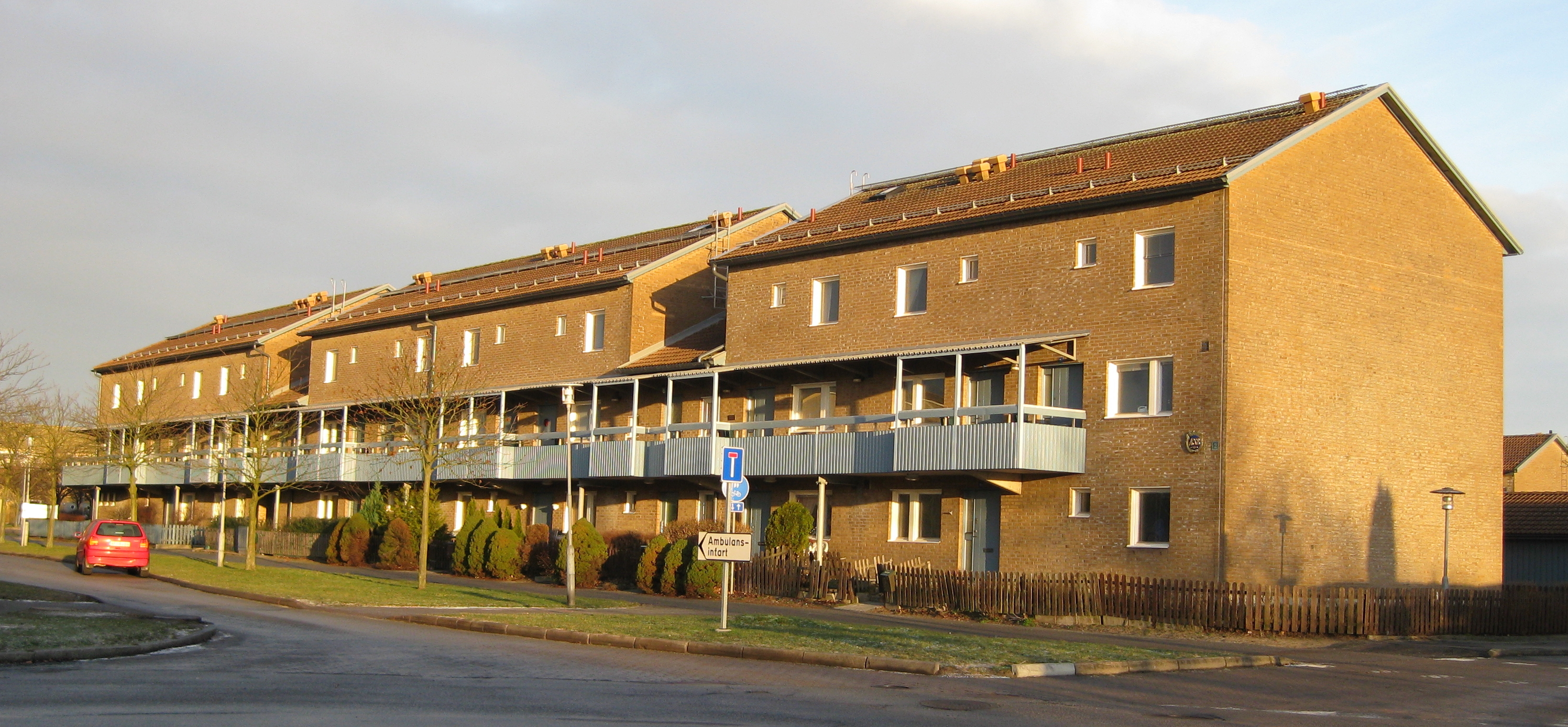
Oxievång